# Hrabstwo Oxford (Maine)

Piramida wieku hrabstwa

Hrabstwo Oxford (Oxford County) – jednostka samorządu lokalnego w zachodniej części stanu Maine w USA. Liczy 57 833 mieszkańców i zajmuje powierzchnię 5633 km². Od północy sąsiaduje z kanadyjską prowincją Quebec, a od zachodu ze stanem New Hampshire. Ośrodkiem administracyjnym hrabstwa jest Paris.

## Miasta
- Andover
- Bethel
- Brownfield
- Buckfield
- Byron
- Canton
- Denmark
- Dixfield
- Fryeburg
- Gilead
- Greenwood
- Hanover
- Hartford
- Hebron
- Hiram
- Lovell
- Mexico
- Newry
- Norway
- Otisfield
- Oxford
- Paris
- Peru
- Porter
- Roxbury
- Rumford
- Stoneham
- Stow
- Sumner
- Sweden
- Upton
- Waterford
- West Paris
- Woodstock

## CDP
- Dixfield
- Fryeburg
- Mexico
- Norway
- Oxford
- Rumford
- South Paris